# Camila Colombo
Pour les articles homonymes, voir Colombo (homonymie).
Camila Colombo Seré, née le 4 juin 1990 à Montevideo, est une psychopédagogue et joueuse d'échecs uruguayenne. Elle est la première Uruguayenne à recevoir le titre de maître international féminin (WIM), qui lui est décerné par la Fédération internationale des échecs en 2012. Elle est sept fois championne féminine d'Uruguay.

## Vie personnelle
Camila Colombo naît à Montevideo le 4 juin 1990. Elle apprend à jouer aux échecs avec son père à l'âge de 8 ans.

## Échecs
Camila Colombo joue aux échecs à l'École uruguayenne d'échecs du Club Banco República et participe à plusieurs tournois nationaux et internationaux. En 2002, elle devient la championne uruguayenne des filles U12 et la championne sud-américaine des écolières U12.
Cette même année 2002, elle remporte la médaille de bronze par équipes pour la troisième place de l'Uruguay au championnat sud-américain, et elle remporte également la médaille d'or pour la meilleure joueuse du quatrième échiquier. En 2007, Camila Colombo devient la championne sud-américaine des filles U18.
Elle remporte le championnat féminin d'Uruguay pendant quatre années consécutives, de 2007 à 2010 inclus,. En 2011, elle se qualifie pour jouer dans le championnat absolu (mixte) uruguayen, devenant ainsi la première femme à le faire. Plus tard la même année, Camila Colombo termine troisième du tournoi féminin de zone 2.5 à Santiago du Chili.
Grâce à ce résultat, elle reçoit le titre de maître international féminin en 2012, devenant la première femme d'Uruguay à obtenir ce titre. En 2013, Camila Colombo redevient championne d'Uruguay.
Elle fait partie de l'équipe uruguayenne à l'Olympiade d'échecs féminine en 2008 à Dresde, 2012 à Istanbul et en 2014 à Tromsø. Grâce à sa performance à Dresde, Colombo reçoit le titre de maître FIDE (MF) en 2009.

## Principaux résultats
- 2009 : titre de maître FIDE féminin[1].
- 2012 : titre de maître international féminin[1].